# Тимирязев, Владимир Анатольевич
Тимирязев Владимир Анатольевич (род. 24 января 1938 в Москве) — советский и российский учёный в области повышения эффективности и автоматизации процессов машиностроения. Специалист по расчету и управлению точностью станков и технологических процессов. Основоположник научного направления комплексного управления точностью технологических систем. Лауреат Ленинской премии.

## Биография
Родился 24 января 1938 года в городе Москве.
В 1961 — с отличием закончил Мосстанкин, получив квалификацию инженера-механика по специальности «Технологии машиностроения, металлорежущие станки и инструменты». В этом же году устроился инженером на выпускную кафедру, на которой впоследствии проработал в разных должностях большую часть жизни.
В 1967 — защитил кандидатскую диссертацию по специальности «Технология машиностроения», а через четыре года, в 1971 — получил звание доцента.
В 1972 году — в числе группы ученых МГТУ «Станкин» удостоен Ленинской премии "За исследование новых путей повышения точности и производительности обработки на станках с использованием адаптивных систем управления".
В 1994 – защитил докторскую диссертацию на тему «Повышение эффективности гибких технологических систем путем комплексного управления размерными связями», а через два года, в 1996 – получил звание профессора кафедры «Технология машиностроения».
С 2012 – профессор кафедры «Стандартизация, сертификация и управление качеством производства нефтегазового оборудования» в РГУ нефти и газа им. И. М. Губкина.

## Научная деятельность
Внес существенный вклад в теоретические основы технологии машиностроения — теорию баз и теорию размерных цепей. Разработанные им методы расчета и способы управления размерными связями гибких технологических систем, а так же алгоритмы для расчетов на ЭВМ, значительно расширяют эффективность принимаемых решений  в процессе проектирования ГПС.,
В течение многих лет В.А Тимирязев является научным руководителем и ответственным исполнителем ряда НИОКР в рамках ФЦП по приоритетным направлениям развития науки, технологий и техники, выполненных для станкозаводов: НПО ЭНИМС, НПО «Оргстанкинпром» и для предприятий обороно-промышленного комплекса: ФГУП ММПП «Салют», ФГУП «РСК МИГ», МПО имени И.Румянцева, где результаты его исследований внедрены в практику производства.

## Педагогическая деятельность
Тимирязев в разное время читал лекции по курсам «Основы технологии машиностроения», «Технология машиностроения», «Технология станкостроения», «Технология автоматизированного машиностроения». По указанным дисциплинам он является автором примерных программ для высших учебных заведений, выпускающих специалистов по направлениям «Технология, оборудование и автоматизация машиностроительных производств», «Конструкторско-технологическое обеспечение машиностроительных производств».
Является членом трех диссертационных советов: в МГТУ «Станкин» (Д 212.142.01), в РГУ нефти и газа им. И.М. Губкина (Д 221.200.01) и в МГТУ «МАМИ» (Д 212.140.02). Член организационных комитетов по проведению международных научных конференций в Жешувском технологическом университете, в Казахском НТУ им. К.И. Сатпаева, в Московском авиационном институте и в БГТУ им. В.Г. Шухова.
В целом Владимир Анатольевич на 2017 год подготовил 2 докторов и 7 кандидатов технических наук. А его учебники и учебные пособия по «Технологии машиностроения» используются в учебном процессе многими высшими техническими заведениями.

## Награды, премии и почётные звания
- Ленинская премия - за исследование новых путей повышения точности и производительности обработки на станках с использованием адаптивных систем управления.
- Медаль «В память 850-летия Москвы» - за вклад в дело подготовки высококвалифицированных специалистов и активную научную деятельность.
- Нагрудные знаки: «Почетный работник высшего профессионального образования Российской Федерации», «За отличные успехи в работе», «Отличник Минстанкопрома».
- Благодарность Министра образования и науки Российской Федерации.